# Origin Systems
Origin Systems（オリジン・システムズ）は、かつて存在したアメリカ合衆国テキサス州オースティンのコンピュータゲーム開発企業。
代表作はウルティマ(Ultima)、ウルティマオンライン(Ultima Online)。名実共にコンピュータRPGというジャンルを牽引してきた企業である。
1983年にウルティマの開発者である、リチャード・ギャリオットと、兄のロバート・ギャリオットの兄弟によって、『Ultima III Exodus』の発売のため設立された。以降のウルティマシリーズはOriginから発売されているが、Ultima Iは1981年にCalifornia Pacificから発売され、Ultima IIはOn-line Systems(現Sierra Entertainment)から発売されているため、Originが発売した最初のウルティマはUltima IIIだった。
Ultima VIIの発売と同年の1992年に、エレクトロニック・アーツに買収され、以降エレクトロニックアーツ傘下の開発部署となる。
1997年のウルティマオンライン運営開始以降、Ultima IX、Ultima Online2などを通してエレクトロニックアーツ経営陣との確執が生じ、2000年にリチャード・ギャリオットが退社、それを追うようにして核となるスタッフも多く退社している。
そして2003年に、ウルティマオンラインに続くMMORPGとしてUltima X Odysseyの開発がアナウンスされるが、2004年に開発中止され、同年、Origin Systemsは閉鎖された。